# Bolu (stad)
Bolu (Grieks: Βιθύνιον, Vithinion; Latijn: Bithinium of Claudiopolis) is een stad in Turkije, en het centrum van de provincie Bolu. De bevolkingsgrootte is 326.409 (2024). Bolu ligt op de weg van Istanboel naar Ankara, maar sinds 2007 is deze weg via de Bolu-bergtunnel langs de stad geleid. De provincie Bolu is in Turkije bekend om haar meren en bebost berglandschap.

## Geschiedenis
Het gebied rondom Bolu was deel van een van de Hettitische koninkrijken rond 2000 v.Chr. De eerste sporen van permanente bewoning stammen echter uit de 8e eeuw v.Chr. Een stad die hier werd gesticht groeide rond 500 v.Chr. uit tot een van de belangrijkste steden in het Bithinisch koninkrijk. Volgens Strabo was de stad beroemd om haar prachtige weiden en heerlijke kazen, en werd zij gesticht door kolonisten uit Mantinea in Arcadië. In de Romeinse tijd heette de stad Claudiopolis, naar de Romeinse keizer Claudius. Het was de geboorteplaats van onder anderen Antinoüs, de lievelingsjongen van keizer Hadrianus. De Oost-Romeinse keizer Theodosius II hernoemde de stad Honorias, naar zijn zoon, en maakte er de hoofdstad van een nieuwe provincie van.
Vanaf de 11e eeuw arriveren Turkse volkeren in het gebied, en valt de stad enkele malen in handen van Turkmeense stammen. In 1325 wordt de stad overgenomen door de Ottomanen. Het bleef een stad van belang, als regionale hoofdstad binnen het vilajet van Kastamonu en had gedurende de late middeleeuwen zo'n 10.000 inwoners.

## Bezienswaardigheden
Bolu en omgeving zijn een binnenlandse trekpleister, die nog relatief onbezocht blijft door buitenlandse toeristen. Het is een groene en bergachtige provincie met een lange geschiedenis. In de omgeving van de stad zijn meerdere bergweiden die populair zijn onder Turkse wandelaars, men vindt hier traditionele dorpjes en stadjes met houten woningen en gebedshuizen, zoals Mudurnu en Goynuk. In de buurt van Bolu liggen ook de hete bronnen van Kaplıcaları, en het kratermeer Gölcük. Het Yedigöller-staatspark bestaat uit 7 meren.
In de stad zelf zijn de belangrijkste bezienswaardigheden de 14e-eeuwse Ulu Camii, een vroeg-Ottomaanse moskee, en het Bolu-museum, dat voorwerpen toont van de Hettieten, Grieken, Romeinen, Byzantijnen, Seltsjoeken en Ottomanen, die elk hun sporen achterlieten in het gebied. Ook is er in de buurt van de marktwijk een 15e-eeuws badhuis, de Orta Hamam, die nog altijd te bezoeken is.

## Wintersport
Nabij Bolu is het wintersportgebied Kartalkaya gelegen in de Köroğlu-bergen.

## Galerij

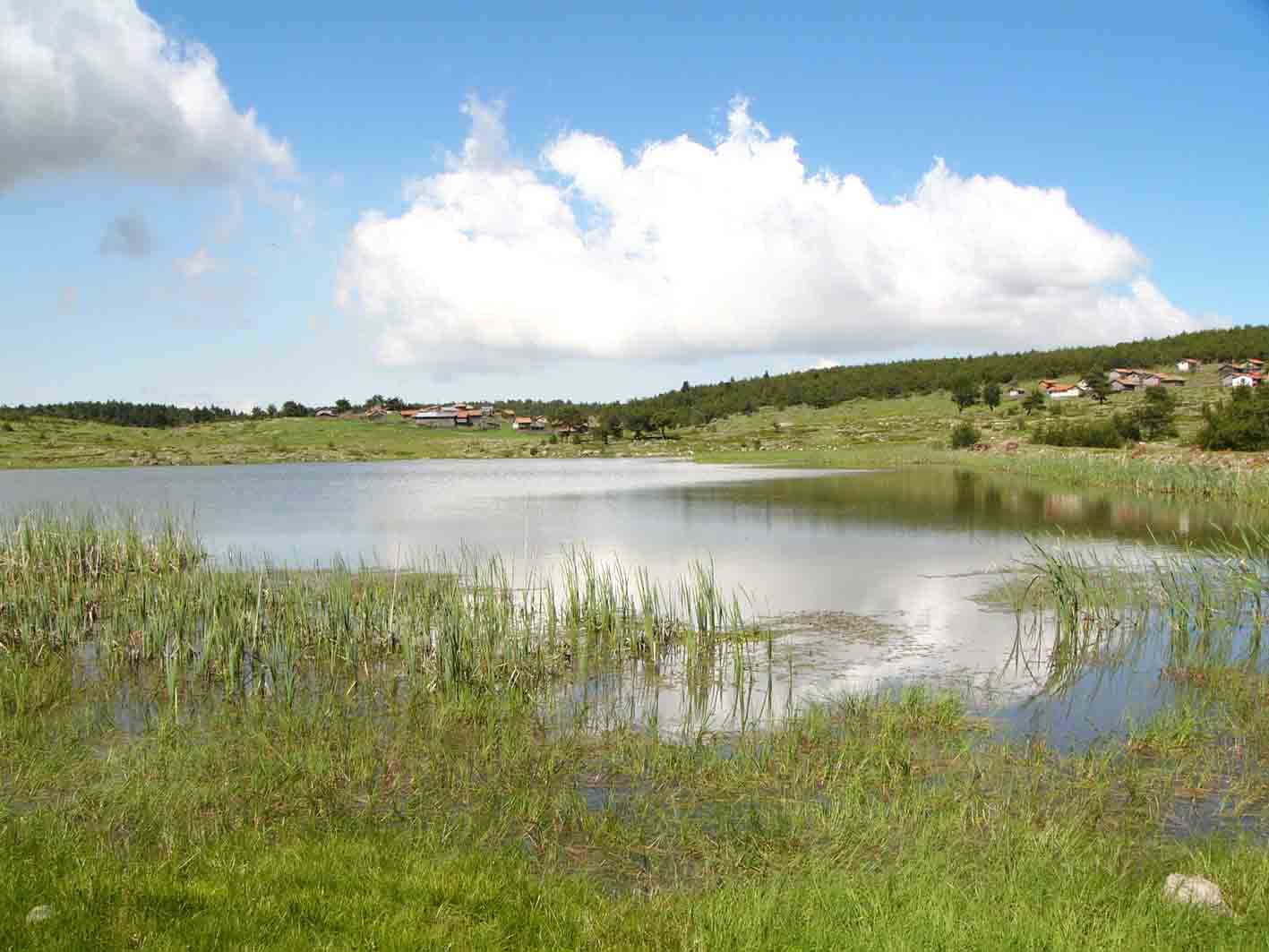
Een meer op de bergweide van het dorpje Aydıncık, niet ver van Bolu.
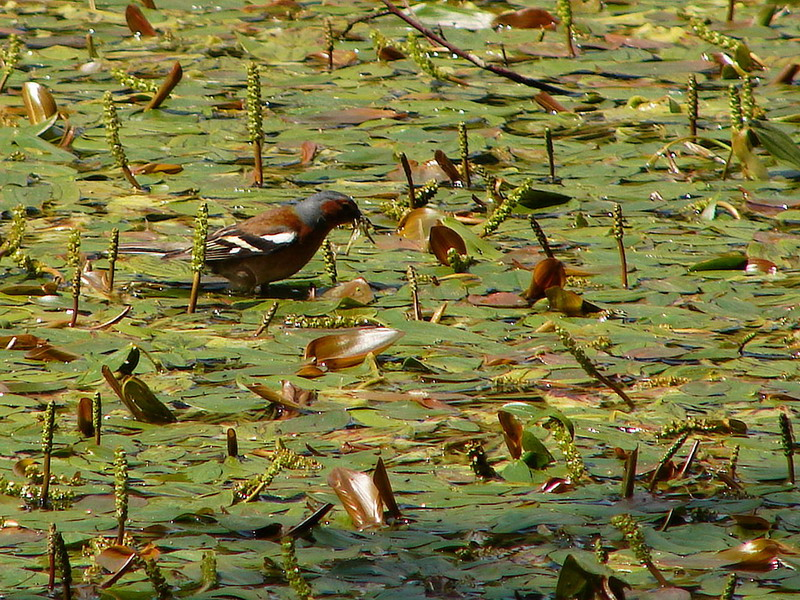
Vogelkijken in het Yedigöller-staatspark
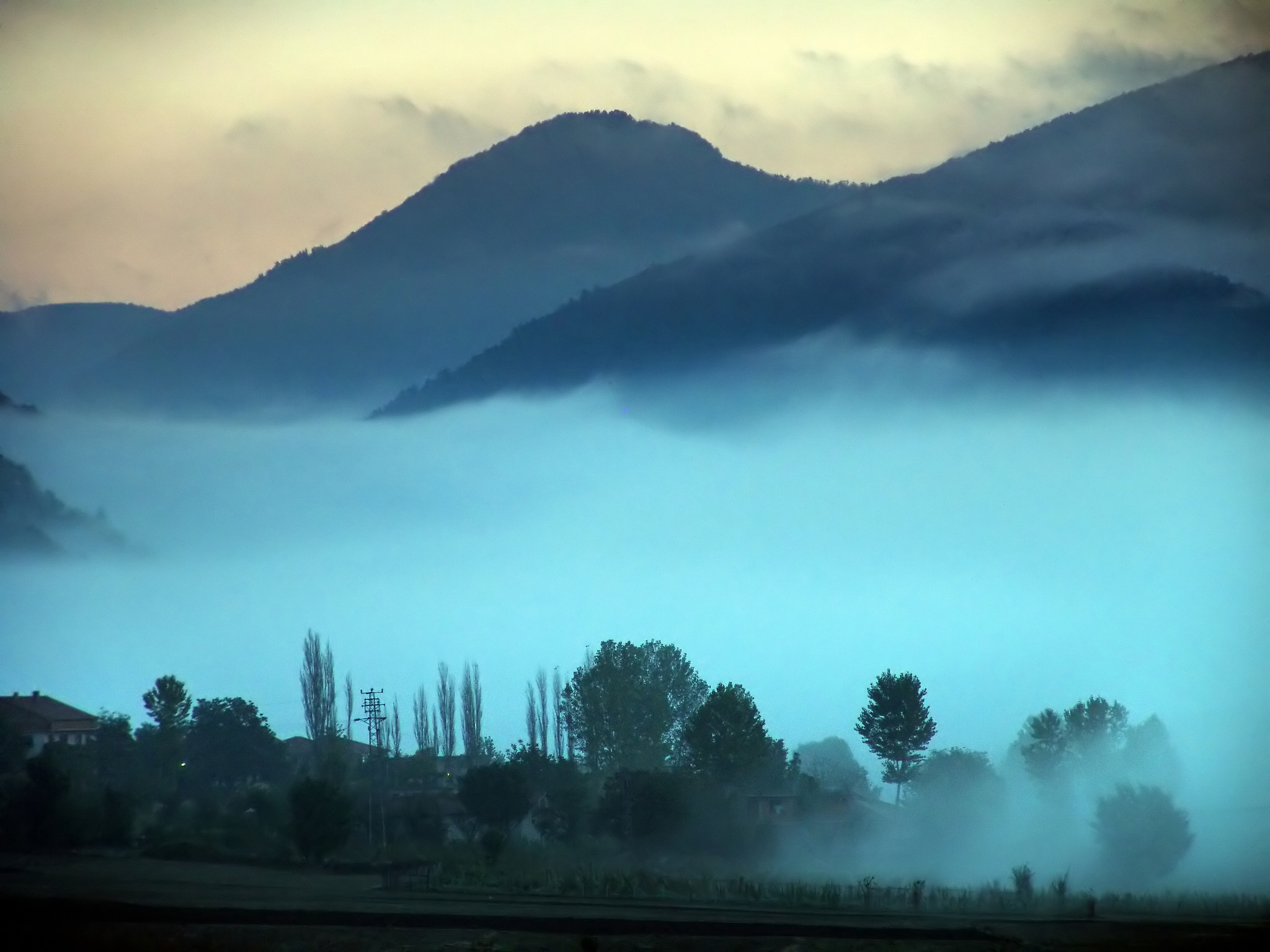
De bergen rond Bolu
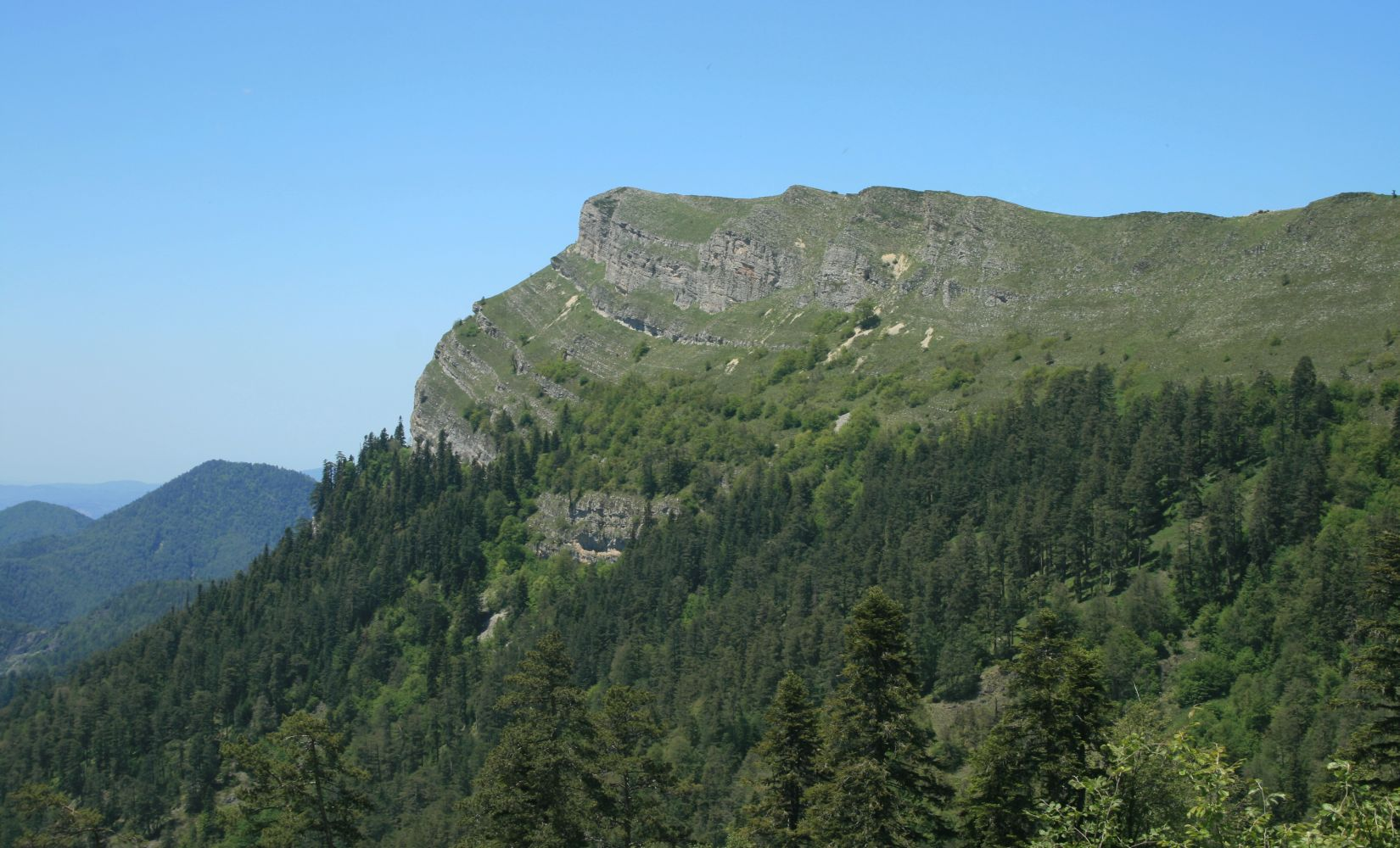

- Bibliothèque nationale de France: cb13188605q (data)
- Gemeinsame Normdatei: 4196778-1
- Library of Congress Control Number: n88192606
- National Archives and Records Administration: 10044276
- Nationale Bibliotheek van Tsjechië: ge649420
- Nationale Bibliotheek van Israël: 987007567322905171
- Système universitaire de documentation: 035424664
- TDVİA: bolu
- Virtual International Authority File: 157213607